# 金沢飛行場

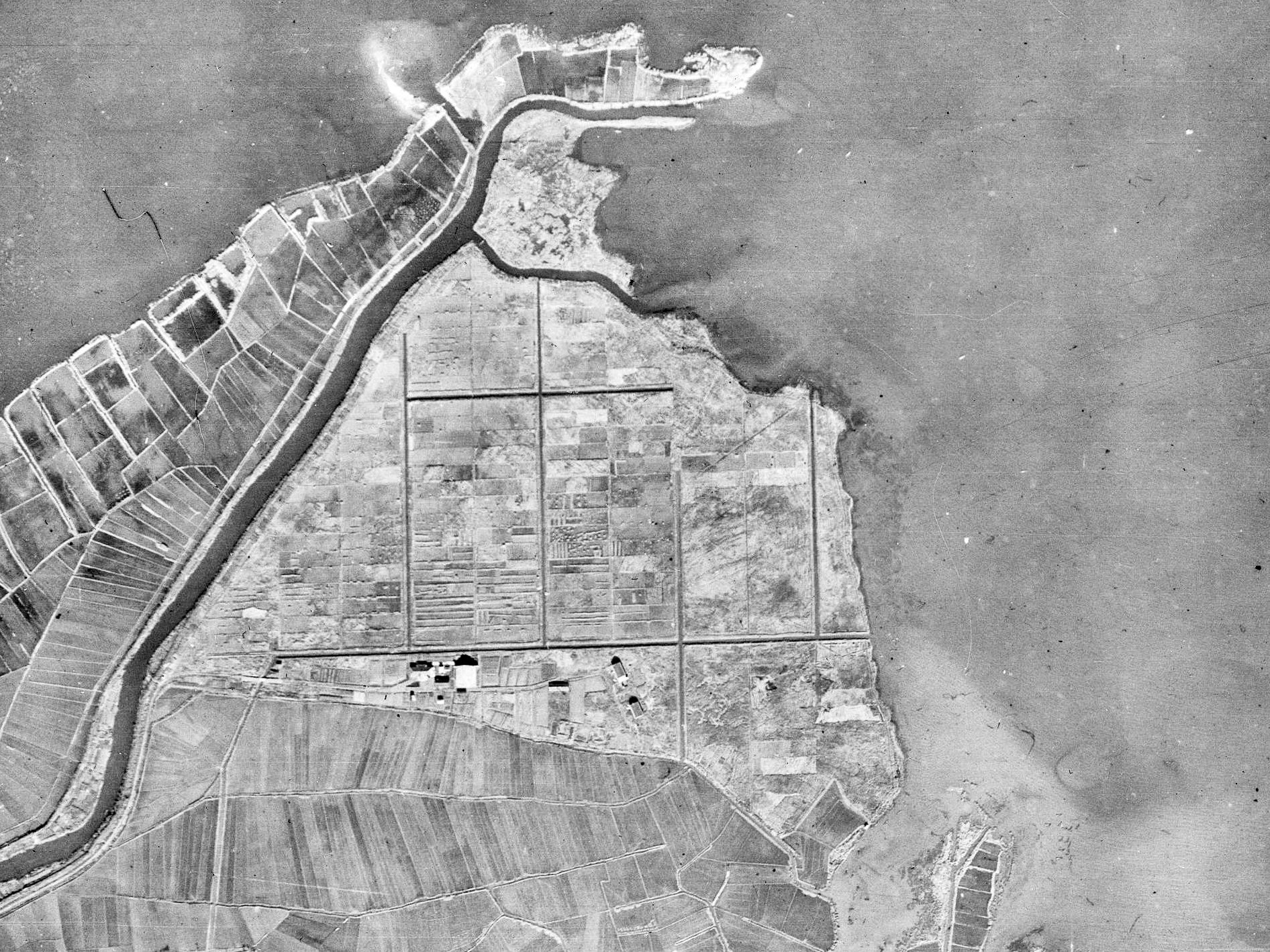
金沢飛行場跡（1946年）

金沢飛行場（かなざわひこうじょう）は、1938年（昭和13年）から1946年（昭和21年）まで石川県河北郡川北村（現・金沢市東蚊爪町）に存在した飛行場である。経緯から「愛国金沢飛行場」とも呼ばれた。

## 沿革
- 1933年3月5日 - 第64回帝国議会衆議院建議委員会で「金澤市外河北潟附近に飛行場設置に關する建議案」が第200號として提出される[1]。
- 1937年
  - 2月10日 - 河北郡川北村字東蚊爪地内12万5千坪を11万5千円で買収（買収費用は飛行場設置許可申請書によれば16万5千円であったが、川北村から買収費用として5万円が寄付されたものである）[1]。
  - 5月20日 - 逓信省から飛行場設置許可が下りる[1]。
  - 7月4日 - 着工[1]。
- 1938年
  - 10月12日 - 逓信省に飛行場使用許可を申請[1]。
  - 10月15日 - 金沢飛行場として竣工[1]。同時に完成式と国営移管献納式が挙行[1]（10月16日とする記述も[2]）
  - 11月25日 - 航空局により愛國金澤飛行場の愛称が与えられる[1]。
- 1939年6月7日 - 定期航空に正式認可[2]
- 終戦後 - 1946年までに廃止。跡地は水田に復された[2]。

## 定期航空便
- 1939年7月15日から同年11月の休航に至るまで大阪 - 金沢 - 富山 - 長野 - 東京の便が1日1往復就航していた[2]。